# La Liga de 1977–78
A La Liga de 1977–78 foi a 47º edição da Primeira Divisão da Espanha de futebol. Com 18 participantes, o campeão foi o Real Madrid.